# Youssouf Mhadjou
Youssouf Mhadjou (* 5. Juni 1990) ist ein ehemaliger komorischer Leichtathlet, der sich auf den Sprint spezialisiert hatte.

## Biografie
Youssouf Mhadjou trat an den Afrikaspielen 2007 über 100 und 200 Meter an, konnte jedoch sich in seinem Vorlauf nicht für die nächsten Runden qualifizieren. Im folgenden Jahr startete er bei den Afrikameisterschaften über 100 Meter und erreichte das Halbfinale. Des Weiteren nahm er an den Juniorenweltmeisterschaften 2008 in der polnischen Stadt Bydgoszcz teil, scheiterte jedoch auch im Vorlauf.
Es folgte eine Teilnahme an den Olympischen Spielen 2008 in Peking. Im Wettkampf über 100 Meter belegte er in seinem Vorlauf Rang sechs und konnte sich somit nicht für die folgenden Runden qualifizieren.
Bei der Juniorenafrikameisterschaften 2009 trat er über 100 und 200 Meter an und erreichte in beiden Wettkämpfen das Finale, während er im 100-Meter-Rennen disqualifiziert wurde, schaffte er es über 200 Meter die Goldmedaille zu gewinnen. Zwei Wochen später, bei den Weltmeisterschaften 2009 in Berlin ging er über 100 Meter an den Start, schied jedoch auch hier im Vorlauf aus.
Es folgte noch eine Teilnahme an den Afrikameisterschaften 2010.